# Célèbres cinq
Ne pas confondre avec les Famous Five, cinq footballeurs écossais.

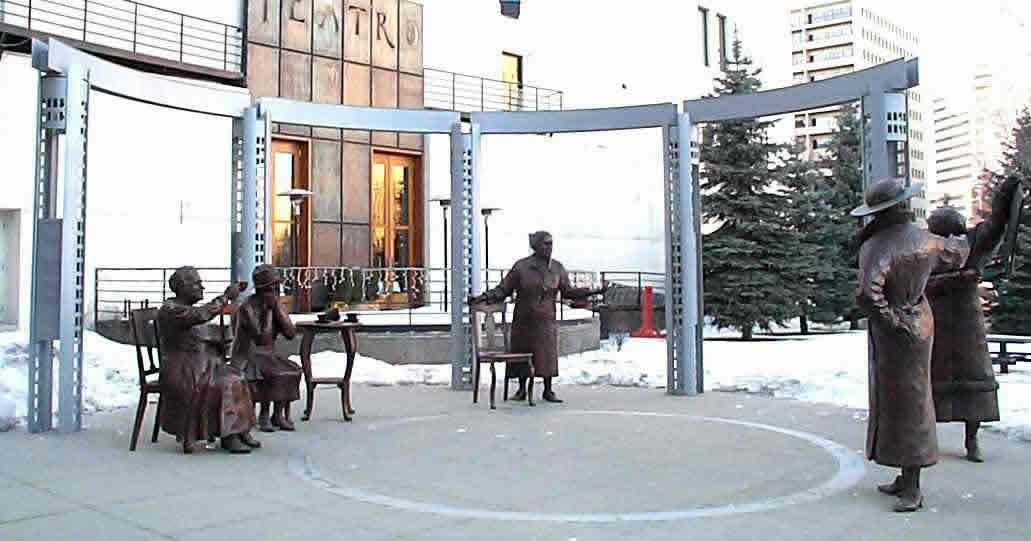
Les Célèbres cinq, représentées par une sculpture de Barbara Paterson à Calgary.

Les Célèbres cinq, ou Les cinq Célèbres (traduction littérale de l'anglais : The Famous Five) sont cinq femmes  canadiennes qui en 1927, dans le cadre de Edwards contre le ministère public canadien, adressèrent une pétition à la  Cour suprême du Canada lui demandant d'établir si le terme de « personne » utilisé dans les textes constitutionnels désignait aussi bien les femmes que les hommes. La Cour suprême se prononça unanimement pour la négative, décision infirmée ensuite par le comité judiciaire du Conseil privé britannique. L'affaire garda le nom d’« affaire personnes ».

## Les pétitionnaires
Les pétitionnaires étaient :
- Emily Murphy (1868-1933), première femme à occuper le poste de juge municipale dans l'Empire britannique ;
- Irene Marryat Parlby, leader de l'organisation des agricultrices, militante et première femme nommée au gouvernement de l'Alberta ;
- Nellie Mooney McClung, célèbre suffragette et élue de l'assemblée législative d'Alberta ;
- Louise Crummy McKinney, première femme de l'empire britannique à être élue dans une assemblée législative (Alberta) ;
- Henrietta Muir Edwards, avocate des travailleuses et membre fondateur de l'Ordre des infirmières victoriennes.

Elles étaient originaires de l'Alberta, sauf Muir Edwards, qui venait du Québec.

## Les faits
La question portait sur l'article 24 de la loi constitutionnelle de 1867. Le texte disait : « Le gouverneur général pourra appeler des personnes qualifiées pour servir au Sénat ; et chaque personne ainsi appelée deviendra membre du sénat avec le titre de sénateur. » Les pétitionnaires voulaient savoir si le terme « personne qualifiée » s'appliquait aux femmes et si cette loi leur permettait de devenir sénatrices. Jusqu'en 1927, aucune femme n'avait été appelée à servir au Sénat, mais les demandes en ce sens se faisaient de plus en plus pressantes. 
Dans l'affaire Edwards contre le ministère public canadien (Edwards v. Canada (Attorney General) [1930] S.C.R. 276), la cour suprême du Canada jugea à l'unanimité que les femmes ne faisaient pas partie des personnes qualifiées et ne pouvaient en conséquence devenir sénatrices. Les raisons invoquées étaient les suivantes :
- les auteurs de la loi ne pouvaient aucunement avoir utilisé le terme de personne pour désigner des femmes puisqu'à l'époque de sa rédaction celles-ci étaient exclues de la vie politique ;
- le texte de loi utilisait exclusivement le pronom masculin « il » en référence à la fonction sénatoriale.

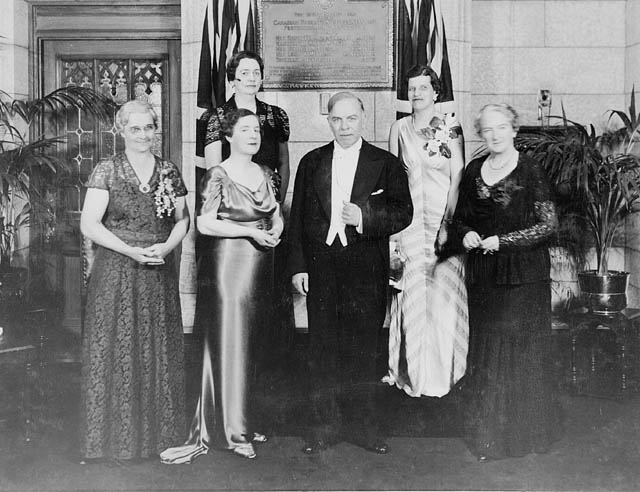
Inauguration d'une plaque commémorative en 1938.

Les pétitionnaires se tournèrent alors vers Londres et firent appel de cette décision auprès du comité juridique du Conseil Privé qui était à l'époque la plus haute instance juridique compétente. Le 18 octobre 1929, ce comité conclut que les femmes faisaient effectivement partie des personnes qualifiées, aptes à servir au Sénat. Le texte de leurs conclusions (Edwards v. Canada (Attorney General) [1930] A.C. 124 (P.C.)) note que l'exclusion des femmes de la vie publique témoigne de la survivance d'une époque plus barbare que la nôtre. 
Étant donné que le comité juridique était la plus haute instance d'appel de l'Empire, cette décision fit jurisprudence dans l'ensemble des pays liés à la couronne britannique. Cependant, comme la cour n'avait pas compétence sur les procédures d'appel émanant des Îles Britanniques, la décision ne put être invoquée comme précédent pour modifier la composition de la Chambre des lords. Le droit des femmes de sièger dans cette assemblée demeura encore longtemps sujet à controverses. 
Quatre mois après la décision du comité, Cairine Wilson devint la première femme à siéger au Sénat.

## Mémoire des Cinq
Avec celle de Thérèse Casgrain, la mémoire des Cinq a été commémorée sur le billet de cinquante dollars canadien émis entre 2004 et 2012. 
Les Cinq ont également leur statue sur la colline du Parlement à Ottawa et sur la place Olympique de Calgary, en Alberta, la province dont les femmes sont originaires. La ville d'Edmonton a nommé cinq des parcs du complexe de River Valley en l'honneur des Célèbres cinq.
Les prix du Gouverneur général en commémoration de l'affaire « personne » ont été créés en 1979 à l’occasion du 50e anniversaire de l'Affaire « personne ». Ces prix reconnaissent des personnes qui ont contribué de manière exceptionnelle à la promotion de l'égalité entre les sexes au Canada, et sont remis par Femmes et Égalité des genres Canada,.

## Points de vue
Les opinions sont très partagées sur l'action des Cinq. Les uns les citent comme des pionnières des droits des femmes, d'autres restent réservés sur les opinions émises par les Cinq sur d'autres problèmes, notamment leur opposition à une émigration non blanche et leur combat en faveur de l'eugénisme au Canada. 
D'autres font remarquer que la victoire des Cinq a été plutôt symbolique, le Sénat canadien ne disposant que de pouvoirs très limités dans les années 1920. La chambre des députés du Canada, qui possédait des pouvoirs beaucoup plus étendus, avait déjà accueilli une femme, Agnes Macphail, en 1921, bien avant l'« Affaire Personnes ». En revanche, ce précédent autorisait désormais les femmes à briguer toute fonction politique au Canada. De plus, les Cinq déployèrent des efforts notables pour développer la présence des femmes à l'intérieur d'instances législatives plus puissantes : deux femmes siégèrent à l'assemblée  d'Alberta et une autre accéda à la Chambre des communes du Canada.